# 星野君の二塁打
『星野君の二塁打』（ほしのくんのにるいだ）は、児童文学者で明治大学の教授でもあった吉田甲子太郎による児童向けの短編小説である。長年にわたり道徳の教材として使用されてきたことで知られる。奈良女子大学の功刀俊雄の調査によると、初出は雑誌『少年』第2巻、第8・9号（1947年8月）。
大会出場をかけた野球の試合でバントを命じられた少年が、指示にしたがわずにヒットを打ってチームを勝利に導く。しかし、後日少年は監督から指示にそむいたことをとがめられ当面の謹慎（試合出場禁止）を言い渡される、という内容である。
『星野君の二塁打』は、道徳の教材だけでなく、日本のスポーツ観をよく表した作品として言及されてきた。一方で監督の指示や判断については「軍国主義的」と表現されたり、2018年の日本大学フェニックス反則タックル問題を連想させるともいわれる。
小学校の教材として50年以上にわたって使われ「定番」ともいわれた作品だったが、2024年度以降はどの出版社の教科書にも採用されないことになった。子供に自主性が求められるようになり監督の指示に服従を求める考え方が時代にそぐわなくなっただけでなく、野球のルールを知らない子供が増えたことも背景にあるといわれている。

## あらすじ
(1956年出版の新潮社・少国民文庫版による)
選手権大会の出場をかけた試合に臨むR町の少年野球団Rクラブは、敵チームのTクラブを相手に6回までリードしていたが、少年野球ルールで最終回となる7回表に同点にされてしまう。延長戦にされるのではという不安もよぎるなか、その裏で先頭バッターの岩田がヒットで出塁し、Rクラブの応援団も一気に元気をとりもどした。Rクラブの次のバッターは、投手の星野だった。星野がバッターボックスに立とうとすると、伝令がきてベンチに呼ばれる。星野はベンチで、大学生であり監督の別府からバントを指示される。星野は本来は長打力のある好打者でもあったが、この日の成績は凡退ばかりでさえていなかった。
| 「打たしてください。今度は打てそうな気がするんです。」「『打てそうな気がする』ぐらいのことで、作戦を立てるわけにはいかないよ。ノーダン〔ノーアウトのこと〕なんだから、こゝは、正攻法でいくべきだ。わかったな。さあ、みんなが待っている。しっかり、やってくれ。」 |

汚名返上したい星野は気が進まず生返事をしながらも、バントをするつもりで打席にたった。しかし、次第に自分は打てるという気持ちが湧いてきた星野は、実際にあざやかな二塁打を打ち、走者を三塁まで進める。次のバッターが犠牲フライを放ち、走者がホームに帰ってRクラブは勝利をものにした。一躍その日の英雄となった星野だったが、監督の別府が自分に苦い顔をしていたことには気が付いていなかった。
星野の活躍で選手権大会への出場を決めたRクラブは、翌日も定刻になるとグラウンドに集合し、練習を始めた。そこに現れた監督の別府は、木陰に選手をあつめて座らせ、昨日の試合をふりかえる。別府にとって、昨日の試合は「おもしろくない」ものだった。
| 「回りくどい言い方はよそう。ぼくは、きのうの星野君の二塁打が気に入らないのだ。バントで岩田君を二塁へ送る。これがあのとき、チームで決めた作戦だった。星野君は不服らしかったが、とにかく、それを承知したのだ。いったん、承知しておきながら、かってに打撃に出た。小さく言えばぼくとの約束（ヤクソク）を破り、大きく言えば、チームの統制をみだしたことになる」 |

別府は星野がすぐれた選手であることを認めつつ、チームの統制をみだしたことを理由に当面の試合出場禁止を命じる。それにより戦力が落ちることは承知のうえであり、大会で負けたとしても仕方がない、と別府はいう。星野は監督の言葉ひとつひとつが心にしみた。意見を求められた星野は「異存ありません」と答える。その目はなみだで光っていた。
試合展開
- 1回の裏に後攻のRクラブが先制点
- 2回の裏にRクラブが追加点をあげ0-2
- 7回の表にTクラブが2点をとり2-2の同点に
- 7回の裏。先頭打者の岩田がレフト前のポテンヒットで一塁に出塁
（ただし岩田は足の速い選手ではなかった）
- 打席が8番バッターの星野に（3打席目。この打席までは投ゴロと三振）
- 岩田がリードをとりすぎ牽制されるが、すべりこみで帰塁しセーフに
- 星野が初球の高めの直球を振り、二遊間を抜くヒット。ランナー二塁三塁に。
（つり球だが星野はこれを予想していた）
- 9番バッターの氏原がライトに犠牲フライを打ち、岩田がホームインして勝ち越し

## 出版背景と分析
奈良女子大学の功刀俊雄の調査によれば、初出である1947年版とその後のテキストには設定などにさまざまな変更が加えられている。例えば1947年版ではRクラブが出場をかけているのは「全国中等優勝野球大会」（つまり夏の甲子園）だが、その後「郡内少年野球選手権大会」に、投手の星野の打順が1947年版では三番だが、その後の版では八番に、などである。功刀はさらに1947年という時代について、占領軍に接収されていた甲子園が解放されていまの甲子園大会が復活した年であること、雑誌『野球少年』が創刊され戦後の少年野球小説ブームが始まっていたことなどを作品の背景として指摘している。
また功刀は、作者がこの作品で読者に伝えたかったことについて、以下のテーマが分析できるとしている。
- 民主主義（監督は選手と話し合いながらルールを決め、チームを運営している）
- スポーツマンシップ（約束や集団の統制を守ること、犠牲の精神や共同の精神の大切さ）
- 男らしさ（最後に星野は涙をみせながらも決然と「異存ありません」と宣言する[注 2]）

この分析は、1953年度から1960年度にかけてこの作品が掲載された国語教科書の学習指導書に収録された「解題」が、吉田甲子太郎自身によるものである可能性が高いという推測をふまえている。

### 監督に対する評価
実業家で2ちゃんねる開設者の西村博之（ひろゆき）は、送りバントが必要だと星野君が自分で考えられるように教えられなかった監督について「無能」と表現している。また監督と選手の関係を一般企業の（無能な）管理職と部下にみたて、この作品を道徳の教材として使っても、自分で考えることなく管理職に従う部下を増やすだけではないかとも語っている。
京都芸術大学教授の寺脇研は、監督の「犠牲の精神の分からない人間は、社会へ出ても社会を良くすることはできない」という発言に対し、日本国憲法では誰の犠牲も求めておらず、学習指導要領にも犠牲という言葉は出てこないと指摘している。寺脇は、実際に起こった日大のタックル事件のほうが、教材としては優れているのではないかとも述べている。